# Sremski Karlovci
Sremski Karlovci (serbisch-kyrillisch Сремски Карловци, kroatisch Srijemski Karlovci, ungarisch Karlóca, veraltet deutsch (Syrmisch-)Karlowitz) ist eine Stadt in der autonomen Provinz Vojvodina in Serbien. Sie befindet sich in der historischen Region Syrmien, ist aber dem Okrug Južna Bačka zugeordnet. Die Stadt liegt an der Donau und am Fuße des Nationalparks Fruška Gora nur wenige Kilometer südöstlich der Provinzhauptstadt Novi Sad. Im Jahre 2002 hatte Sremski Karlovci etwa 8.800 Einwohner.

## Geschichte
Im 6. Jahrhundert siedelten sich slawische Stämme aus Mittel- und Mittelosteuropa an.
Im Mittelalter befand sich bei Karlowitz die ungarische Festung Karom, die zeitweilig auch unter der Herrschaft serbischer Könige und Fürsten stand. Um 1521 eroberten die Osmanen die Festung, 1687 kamen Festung und Stadt unter die Herrschaft der Habsburger. Zwischen dem 16. November 1698 und dem 26. Januar 1699 tagte ein Friedenskongress zu Karlowitz, der im Frieden von Karlowitz endete. Im 18. Jahrhundert wurde Sremski Karlovci kultureller Mittelpunkt der Serben, die unter Habsburger Hoheit lebten. 1713 wurde das orthodoxe Erzbistum von Sremski Karlovci gegründet. Der Erzbischof war geistliches Oberhaupt der orthodoxen Serben und anfangs auch der orthodoxen Rumänen des Habsburgerreichs. 1745 wurde die Stadt der Militärgrenze angegliedert. Am 13. Mai 1848 war Sremski Karlovci der Austragungsort der so genannten Maiversammlung, in der die Serben des Habsburgerreichs erstmals die Vojvodina ausriefen. 1872 wurde die Militärgrenze im Rahmen der Neuordnung Österreich-Ungarns aufgelöst und ganz Syrmien mit Karlowitz Kroatien-Slawonien angegliedert.
Nach dem Ersten Weltkrieg beschlossen die Abgeordneten der serbischen Mehrheitsbevölkerung Syrmiens am 25. September 1918 die Vereinigung Syrmiens mit dem Königreich Serbien unabhängig von Kroatien-Slawonien. Im Königreich der Serben, Kroaten und Slowenen – ab 1929 Jugoslawien – wurde Sremski Karlovci Sitz des Kreises Syrmien. Mit dem Angriff Hitlers auf Jugoslawien 1941 wurde die Stadt dem von den Ustasche ausgerufenen Unabhängigen Staat Kroatien zugeteilt und in Hrvatski Karlovci (Kroatisch Karlowitz) umbenannt. Ende 1944 wurde Sremski Karlovci von den Partisanen eingenommen.

## Sehenswürdigkeiten
Die barocke Altstadt von Sremski Karlovci, darunter die serbisch-orthodoxe Kirche Hl. Apostel Peter und Paul  (so genannte Untere Kirche) aus dem Jahr 1718–1719 und das Mariä-Tempelgang-Kloster (ehemalige Obere Kirche) (1745), die Saborna crkva (die Kathedrale Hl. Nikolaus, erbaut 1758–1762), die römisch-katholische Dreifaltigkeitskirche (1765), der Brunnen Die vier Löwen, das Magistratsgebäude von 1811, die so genannte Kapelle des Friedens im Andenken an den Kongress von Karlowitz (erbaut 1817), das Stadtmuseum (das Heim der Rajačić), das orthodoxe Gymnasium 1891, das Patriarchat (Sitz des serbisch-orthodoxen Erzbischofs, 1894), das orthodoxe Klosterinternat (1901), Palast Stefaneum (1903).
Im Ort besteht ein kleines Heimatmuseum der Donauschwaben.

### Galerie

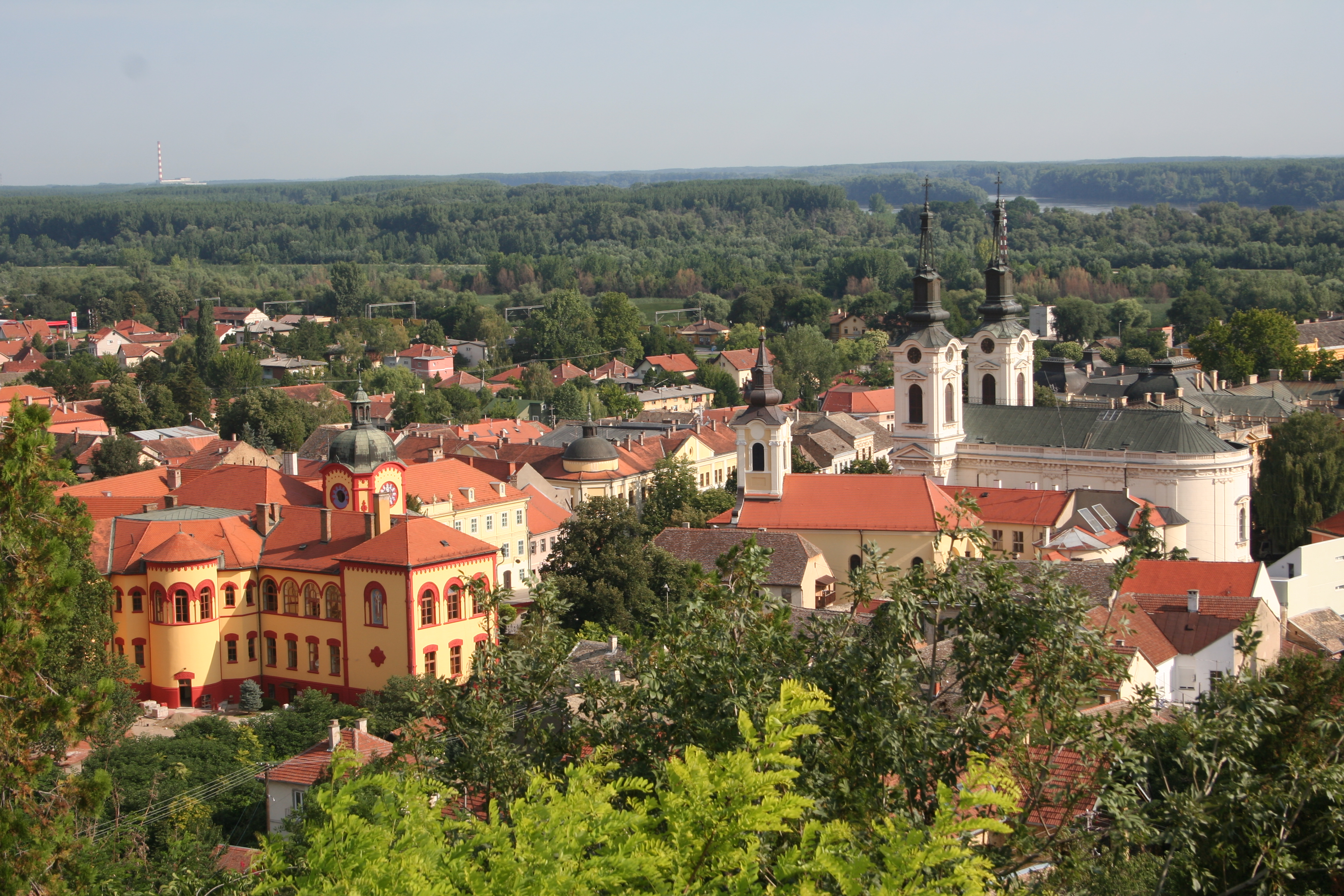
Panorama
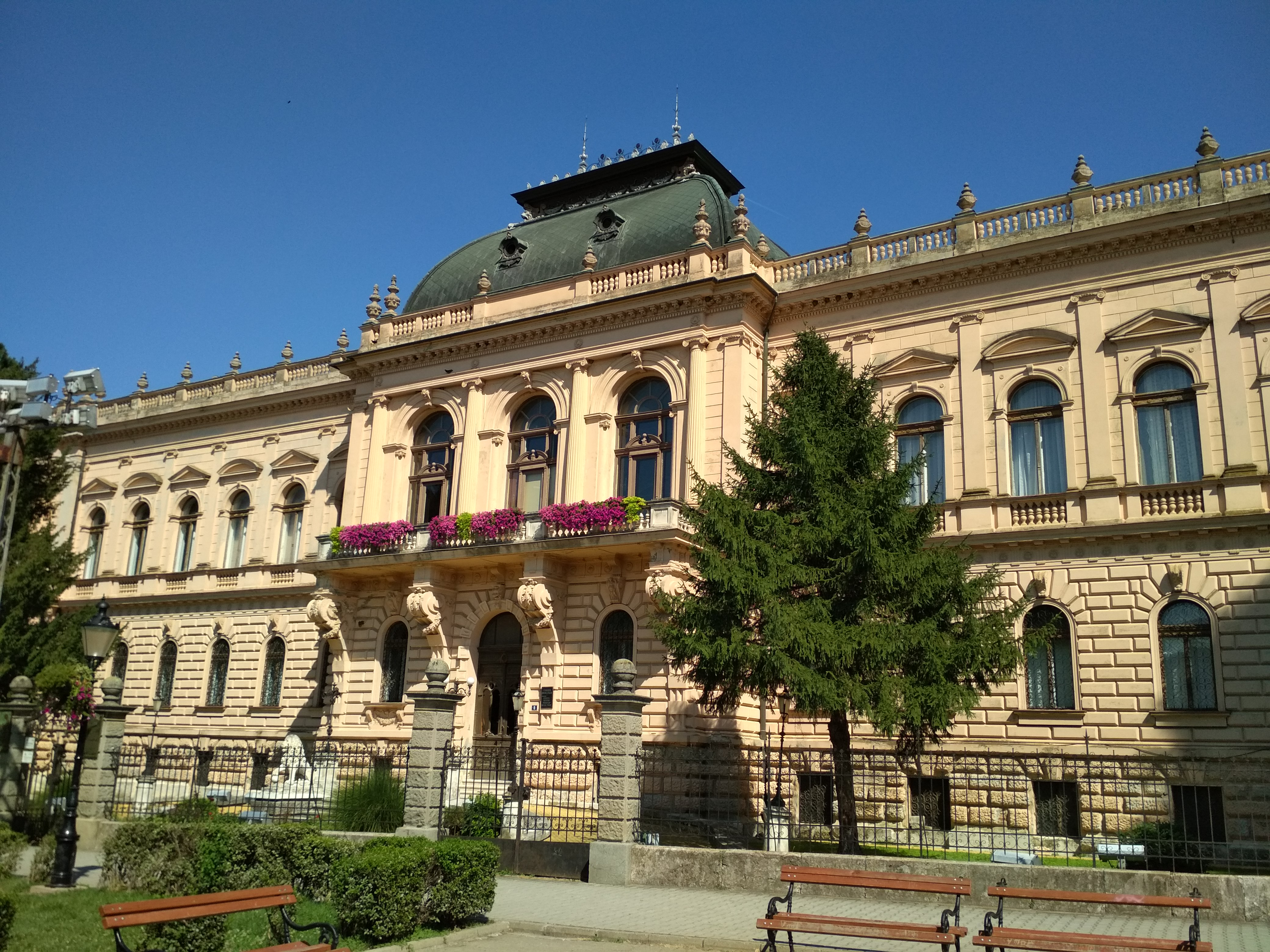
Der Patriarchen-Palast
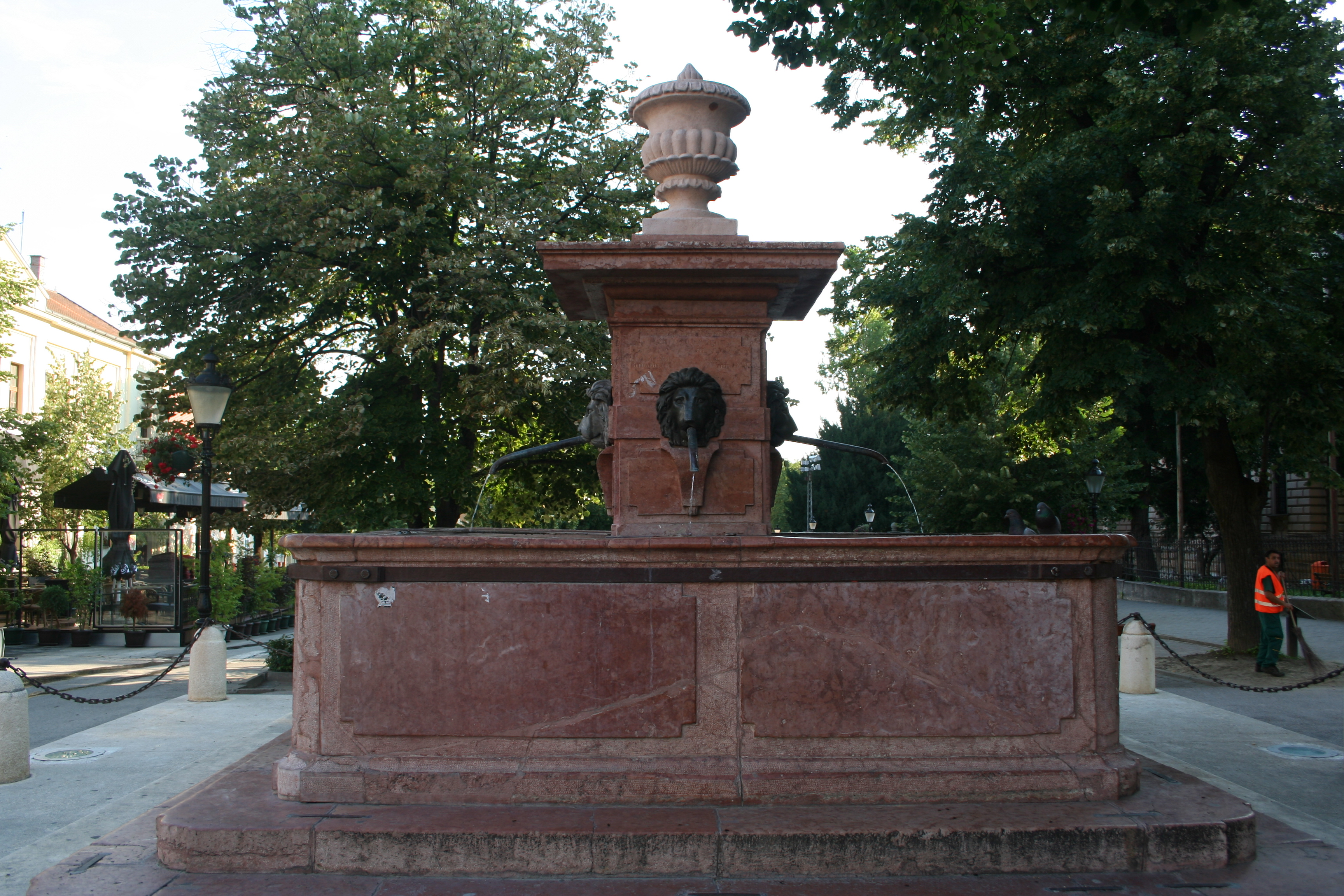
Der Vier-Löwen-Brunnen
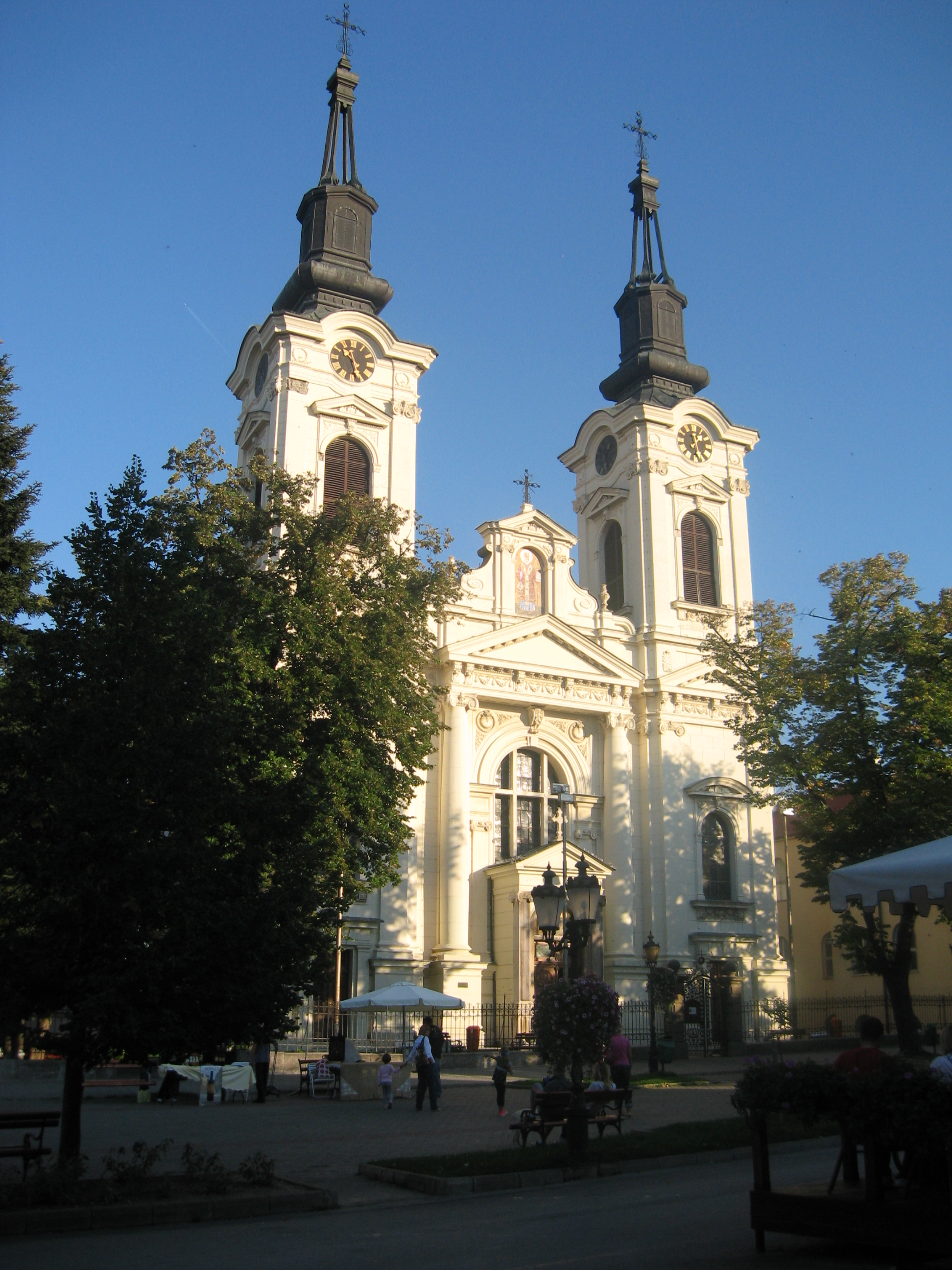
Serbisch-orthodoxe Kathedrale Hl. Nikolaus
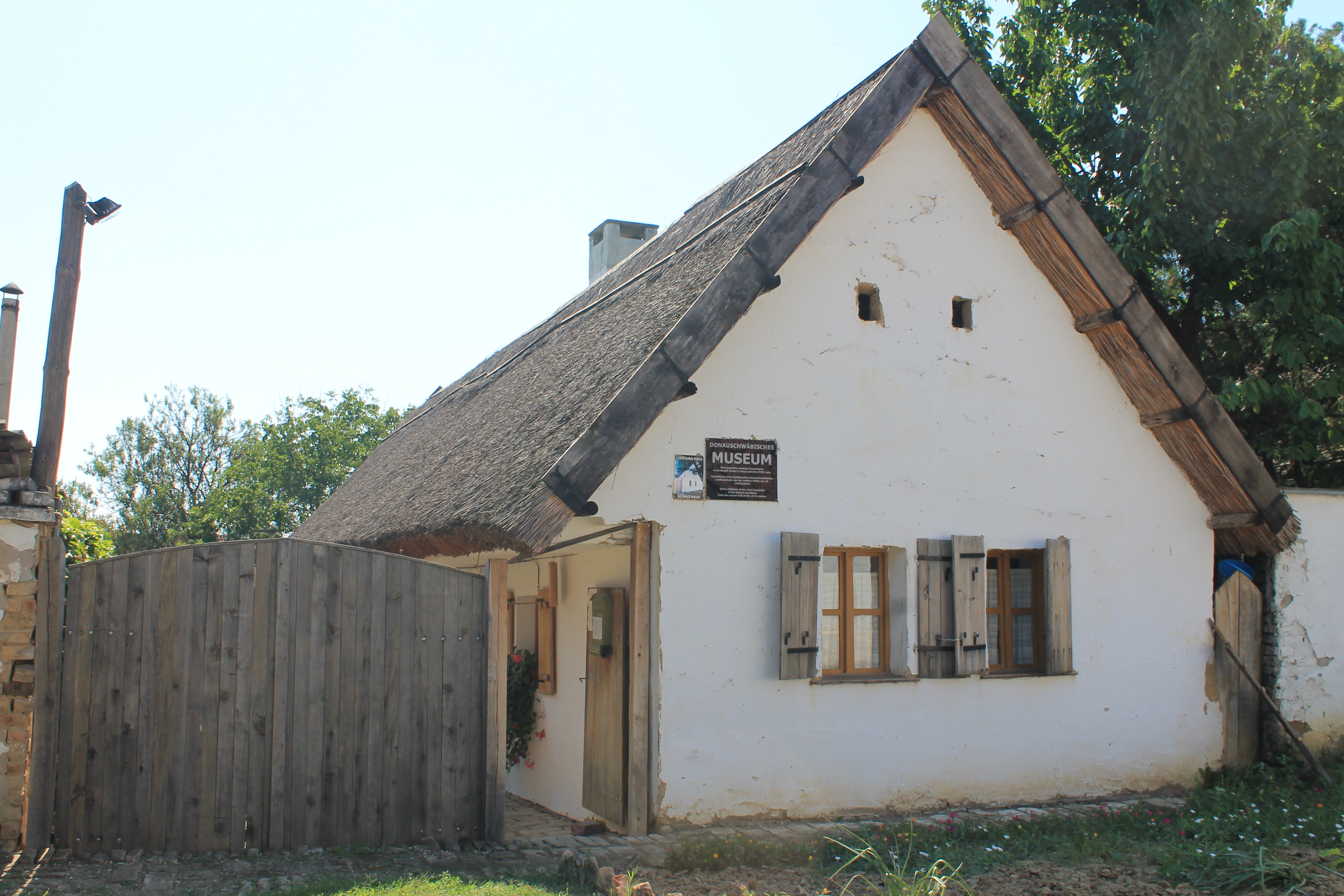
Heimathaus – Museum der Donauschwaben
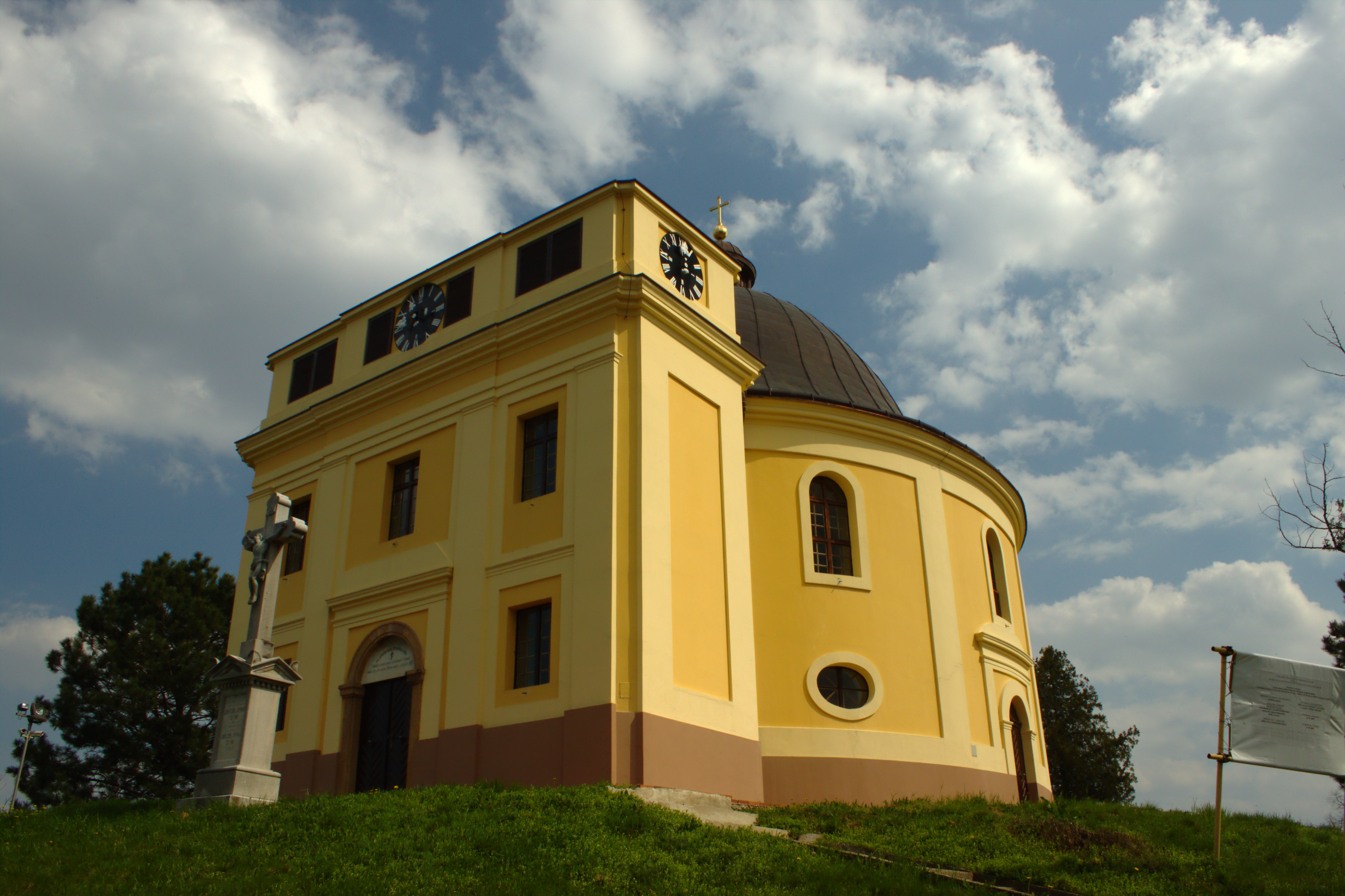
Kapelle  -Frieden von Karlowitz
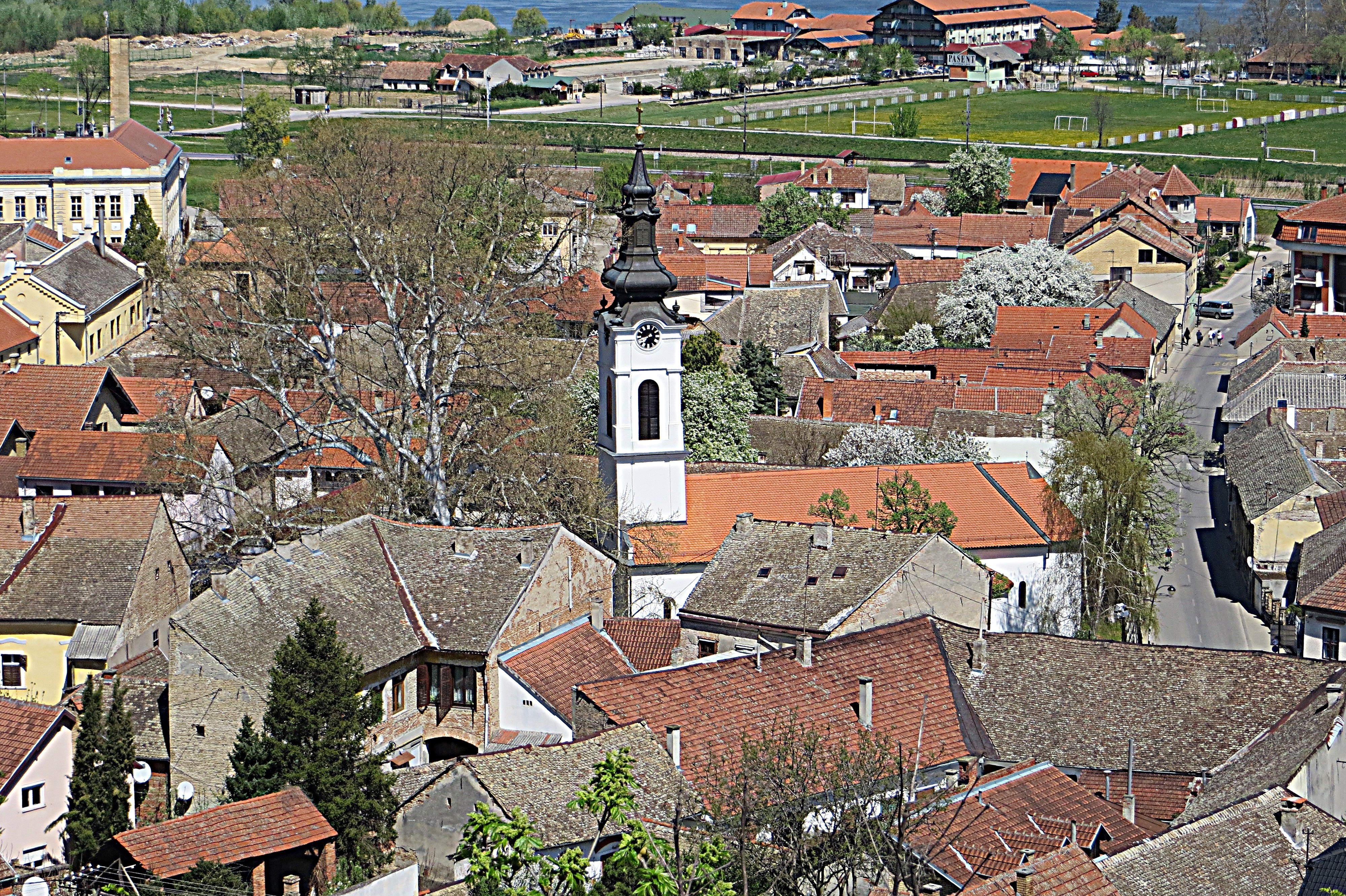
Die Kirche Hl. Peter und Paul (Untere Kirche)
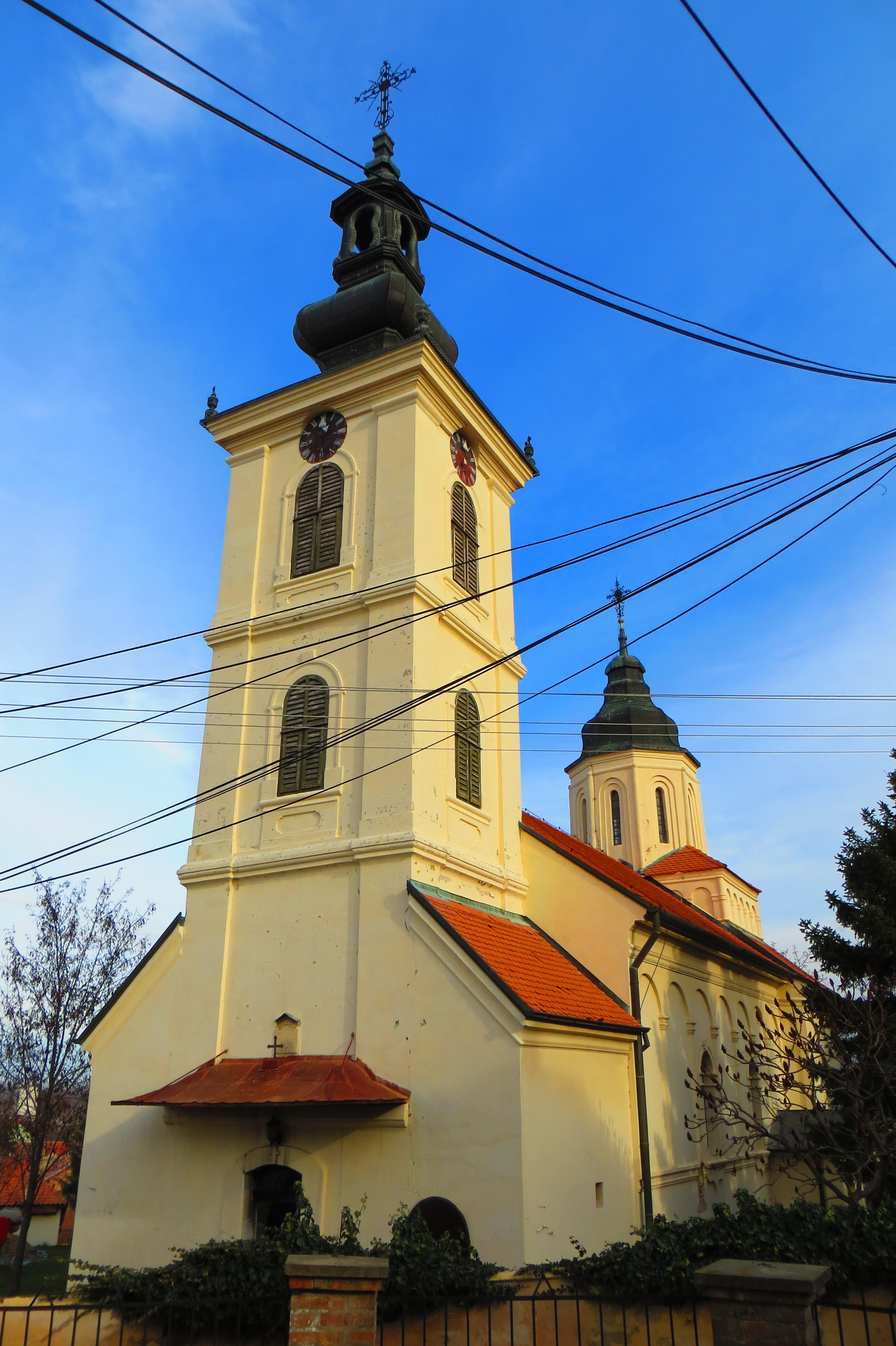
Die zum Kloster erhobene Mariä-Tempelgang-Kirche (Obere Kirche)
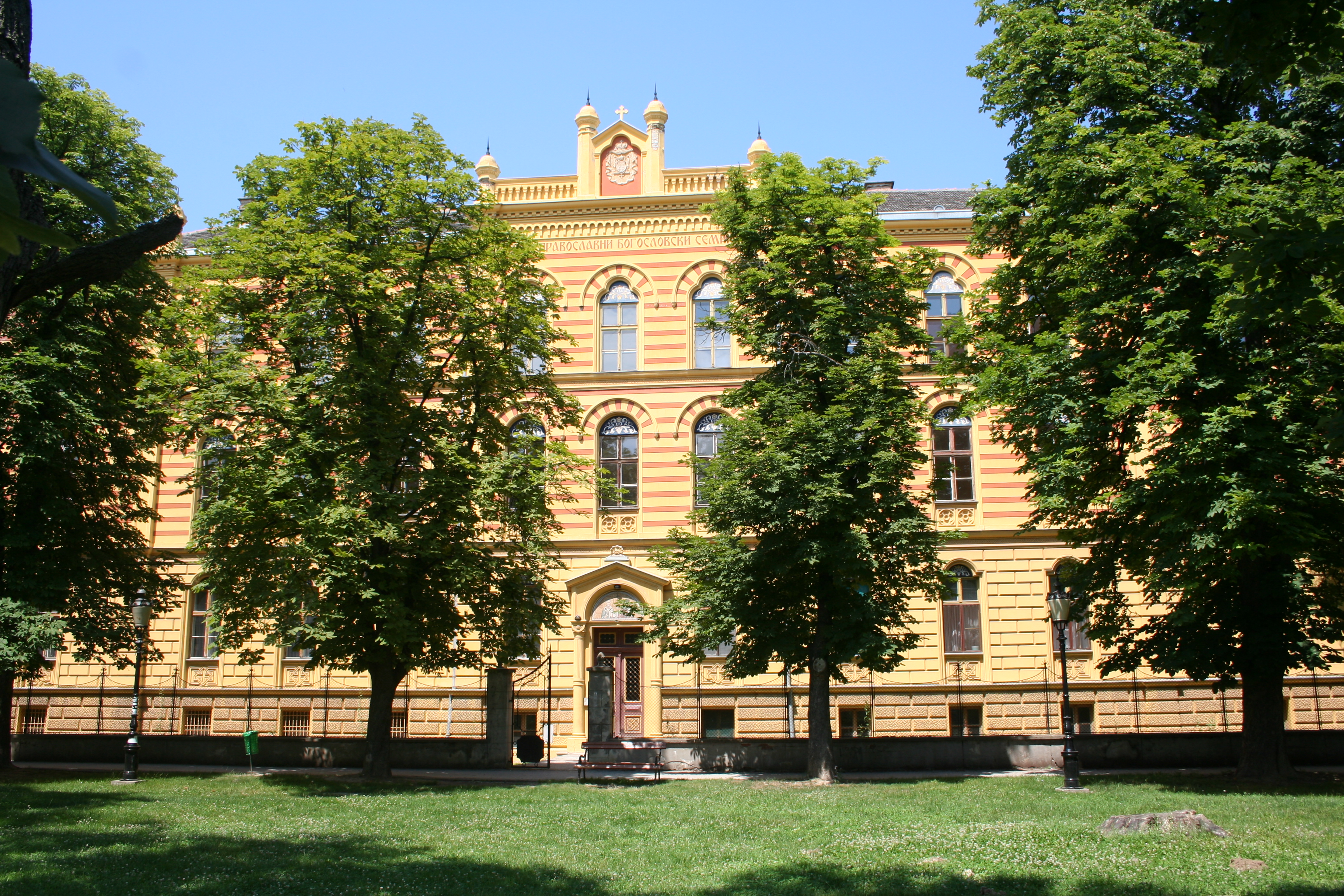
Theologisches Seminar Hl. Arsenius von Srem
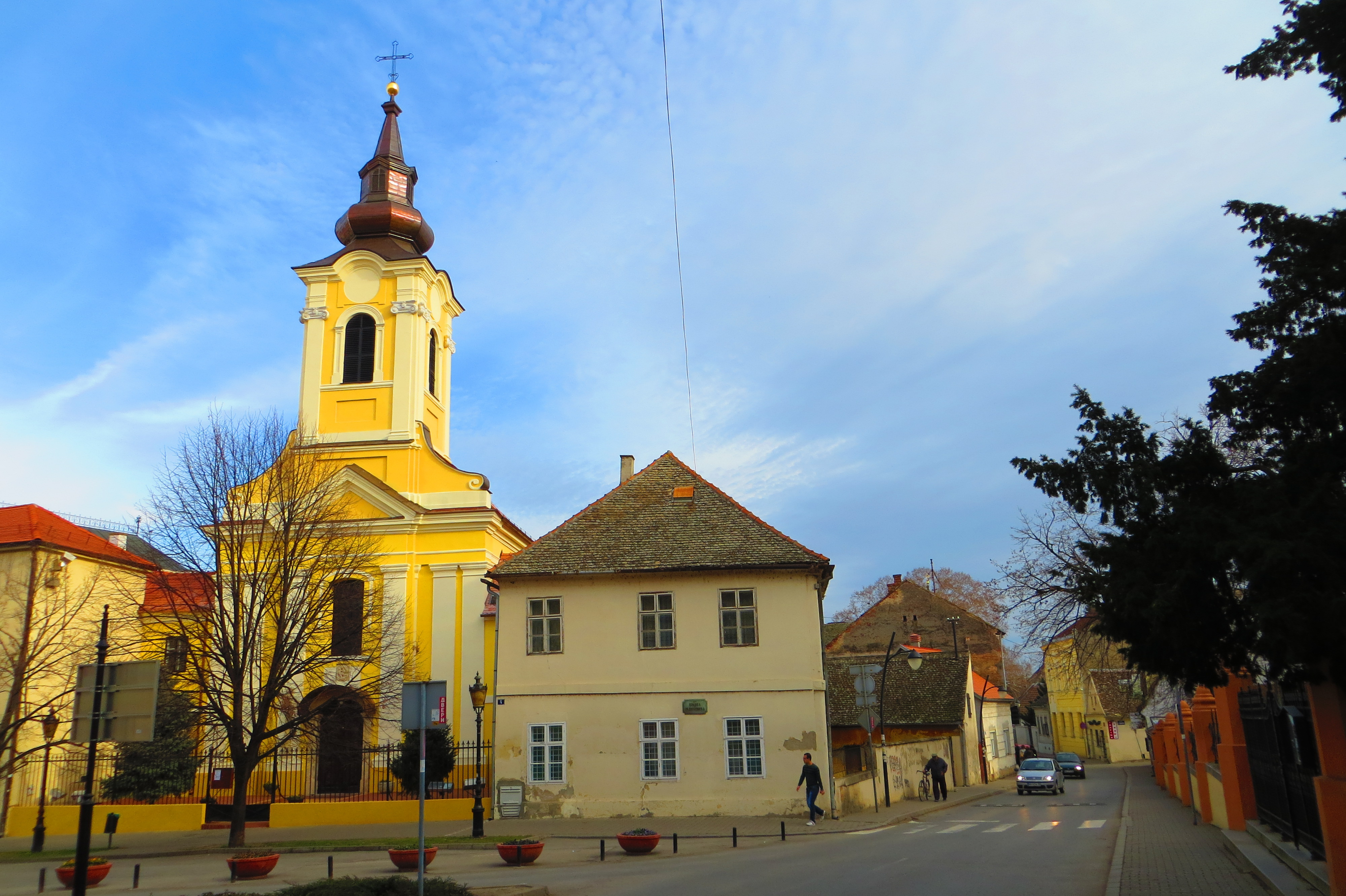
Die römisch-katholische Dreifaltigkeitskirche
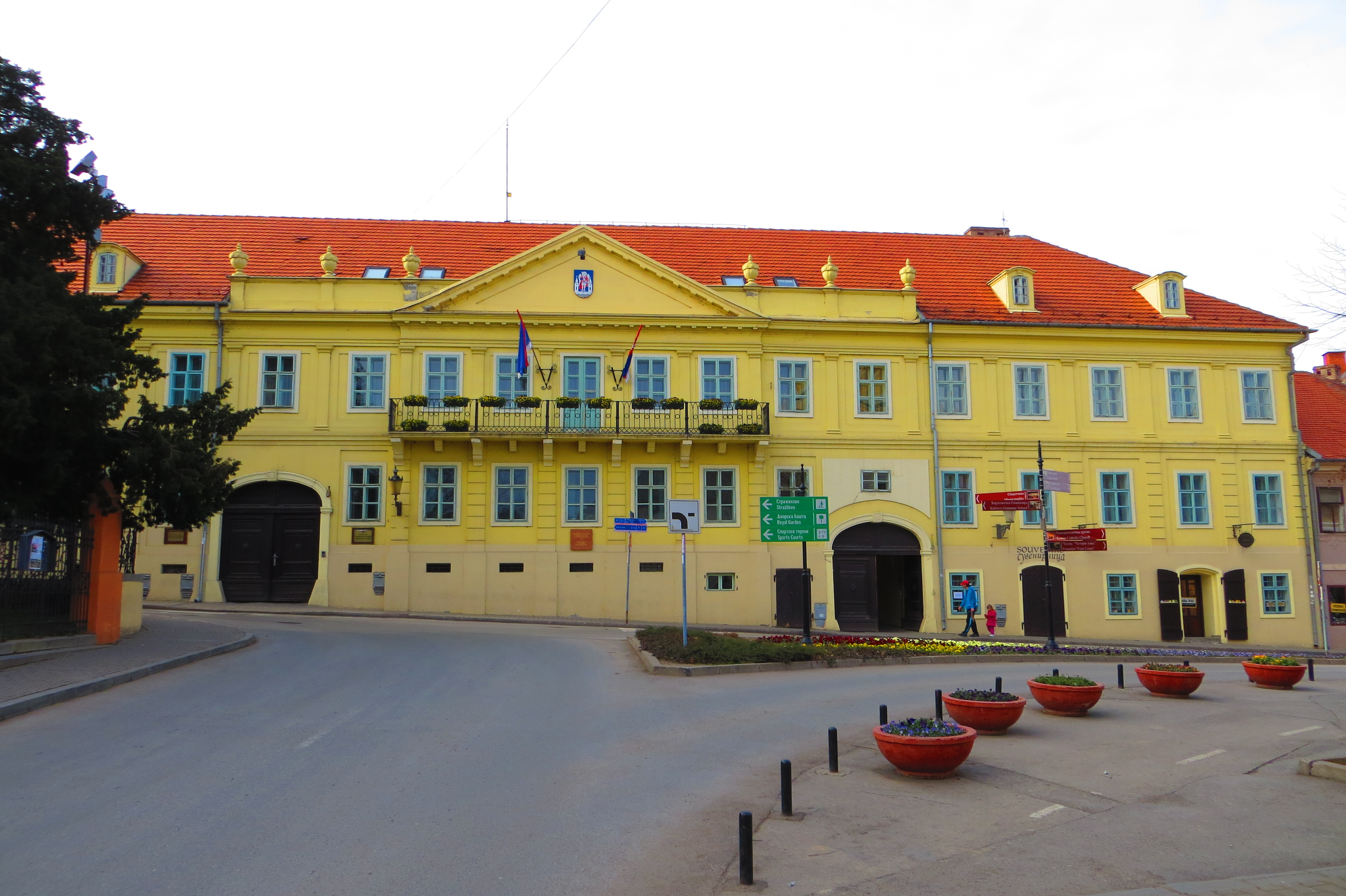
Ehemaliges  Magistratsgebäude und heutiges Rathaus
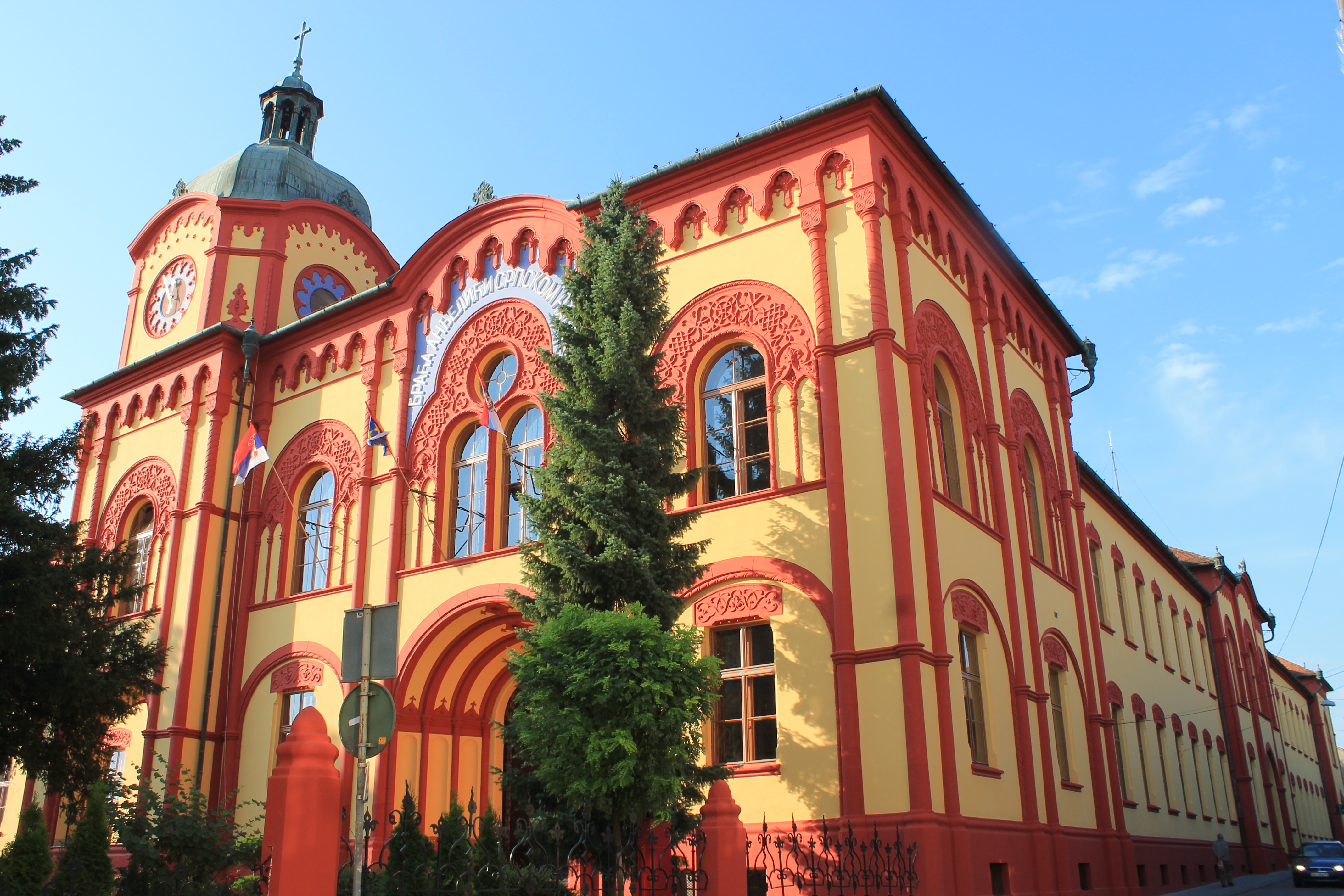
Das Gymnasium

In der Nähe der historischen Altstadt befindet sich Stražilovo, ein bekannter Ausflugsort, wo auch die berühmteste Persönlichkeit von Sremski Karlovci, der serbische Dichter Branko Radičević, beerdigt wurde. Neben dem Ausflugsort Stražilovo befindet sich in der Nähe der Stadt auch der Nationalpark des Gebirges Fruška Gora, in dessen Wäldern unter anderem 16 orthodoxe Klöster liegen, darunter einige aus dem 16. Jahrhundert. Die Umgebung von Sremski Karlovci wird von Weinanbaugebieten dominiert, deren Weine sehr bekannt sind, darunter der lokale Wein Karlovci tovajn. Als Spezialität wird das weinhaltige Getränk Bermet hergestellt.

## Persönlichkeiten
- Ilija Okrugić (1827–1897), Schriftsteller
- August Đarmati (1906–1978), Schriftsteller
- Pavao Rakoš (1877–1966), kroatischer Schriftsteller und Übersetzer